# Genesee Scenery
Genesee Scenery – ou Mountain Landscape with Waterfall – est un tableau réalisé par le peintre américain Thomas Cole en 1847. Cette huile sur toile est un paysage représentant une chute d'eau le long du cours de la Genesee, dans l'État de New York. L'œuvre est aujourd'hui conservée au Rhode Island School of Design Museum à Providence, aux États-Unis.